# Ipsa
Ipsa is een geslacht van weekdieren uit de klasse van de Gastropoda (slakken).

## Soort
- Ipsa childreni (J.E. Gray, 1825)